# Robert Huff
Pour les articles homonymes, voir Huff (homonymie).
Robert Huff, né le 25 septembre 1979 à Cambridge, est un pilote automobile anglais. En 2012, il a remporté le championnat du monde des voitures de tourisme, sur Chevrolet. En 2014, il signe chez Lada Sport après une année passée chez le team ALL-INKL.COM Münnich Motorsport, avec notamment Marc Basseng. Pour la saison 2016, il rejoint les rangs de l'équipe officielle Honda Racing.

## Carrière
- 2000 : Champion Formule Ford anglaise.
  - Vice-champion Formule Palmer Audi anglaise hivernale.
- 2003 : Vainqueur de la Coupe Seat Cupra anglaise (2 victoires).
- 2004 : 7e du BTCC (2 victoire).
- 2005 : 21e du WTCC.
- 2006 : 16e du WTCC (1 victoire).
- 2007 : 9e du WTCC (1 victoire).
- 2008 : 3e du WTCC (2 victoires).
- 2009 : 5e du WTCC (3 victoires).
- 2010 : 3e du WTCC (3 victoires).
- 2011 : 2e du WTCC (8 victoires).
- 2012 : Champion WTCC (5 victoires).
- 2013 : 4e du WTCC (2 victoires).
- 2014 : 10e du WTCC (2 victoires).
- 2015 : 10e du WTCC (0 victoire).

## Galerie photos

Robert Huff
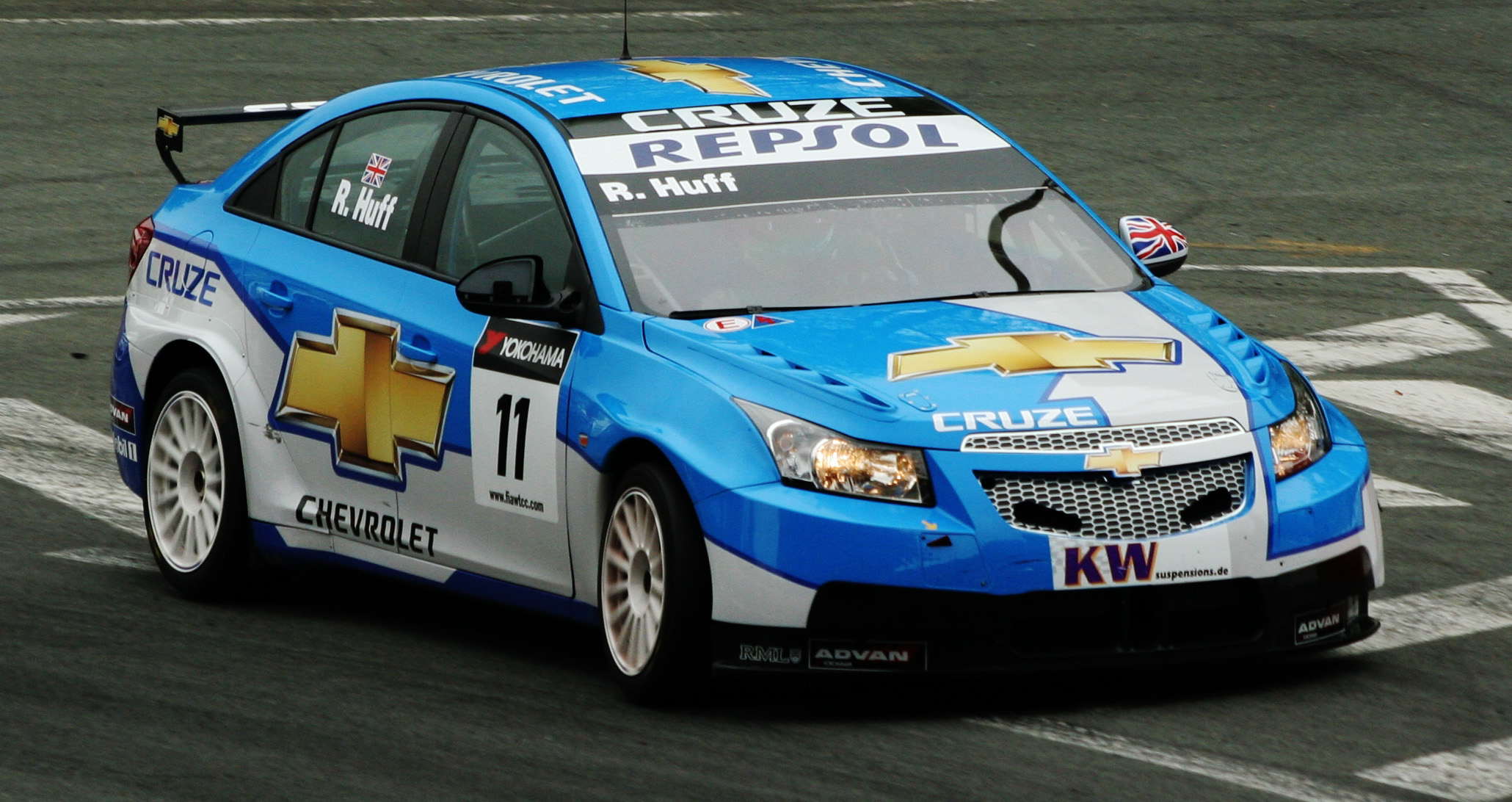
Robert Huff en 2009 lors de la Course de France à Pau
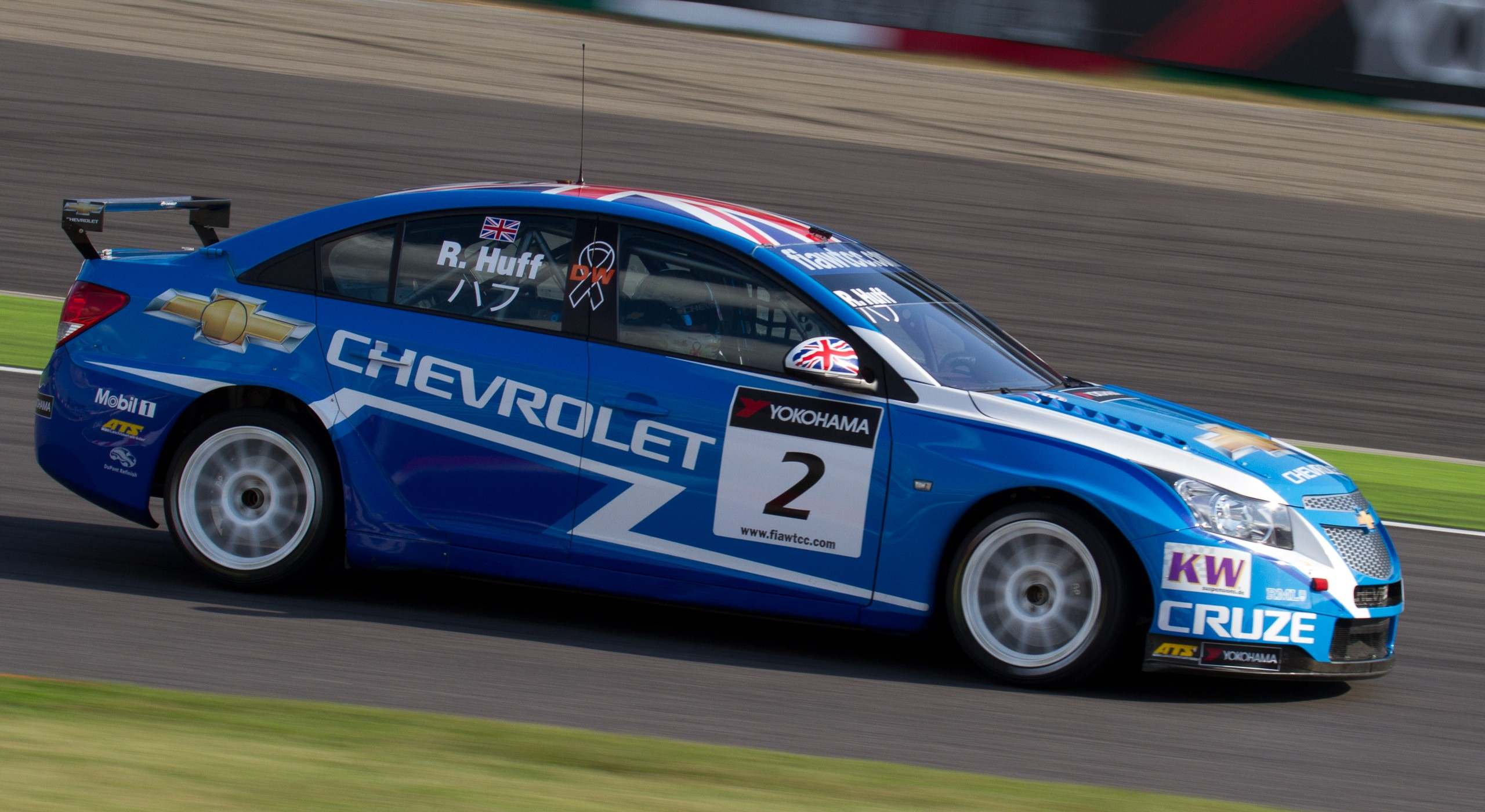
Robert Huff en 2011 à la WTCC Race of Japan